# Trichaeta schultzei
Trichaeta schultzei är en fjärilsart som beskrevs av Aurivillius 1905. Trichaeta schultzei ingår i släktet Trichaeta och familjen björnspinnare. Inga underarter finns listade i Catalogue of Life.